# Chloropsina nuda
Chloropsina nuda är en tvåvingeart som först beskrevs av Becker 1913.  Chloropsina nuda ingår i släktet Chloropsina och familjen fritflugor. Inga underarter finns listade i Catalogue of Life.